# آبي آدامز
آبي آدامز (بالإنجليزية: Abe Addams)‏ هو لاعب كرة قدم أمريكية أمريكي، ولد في 12 يوليو 1926 في لويفيل في الولايات المتحدة، وتوفي في 10 ديسمبر 2017.

## وصلات خارجية
- آبي آدامز على موقع مرجع كرة القدم المحترفة.كوم (الإنجليزية)